# Williams FW34
Der Williams FW34 war der 32. Formel-1-Rennwagen von Williams. Er wurde in der Formel-1-Saison 2012 eingesetzt, Motorenlieferant war Renault. Am 7. Februar 2012 wurde er auf dem Circuito de Jerez der Öffentlichkeit vorgestellt.

## Technik und Entwicklung
Der Williams FW34 ist das Nachfolgemodell des Williams FW33. Auffällig an dem Fahrzeug ist die stufenförmige Nase. Zudem wurde das Heck sehr schmal gebaut. Mit dem Williams FW34 fuhr erstmals seit 1997 wieder ein Williams-Fahrzeug mit einem Renault-Motor. Das Vorgängermodell verwendete einen Cosworth-Motor. Der Williams FW34 entstand unter der Leitung des technischen Direktors Mike Coughlan sowie seines Vorgängers Sam Michael, der Williams während der Saison 2011 in Richtung McLaren verließ. Chefaerodynamiker des Autos war Jason Somerville.
Der Motor war ein 2,4-Liter-V8-Motor vom Typ RS27-2012 und war 750 PS stark, er stammte von Renault. Die Reifen wurden wie bei allen anderen Teams auch von Pirelli bereitgestellt.

## Lackierung und Sponsoring
Der Williams FW34 ist dunkelblau lackiert. Zudem gibt es weiße Farbakzente auf dem Fahrzeug. Großsponsoren auf dem Fahrzeug sind Embratel, Gilette, PDVSA, Randstad und Renault.

## Fahrer

### Pastor Maldonado
Der Venezolaner Pastor Maldonado kam 2011 zu Williams, wo damals noch Rubens Barrichello die Nummer 1 war. In diesem Jahr holte Maldonado einen WM-Punkt. 2012 wurde ihm Brunno Senna zur Seite gestellt, den er in der Fahrerwertung knapp besiegen konnte. In der nächsten Saison äußerte Maldonado öffentlich Kritik am Team und verließ Williams Ende 2013. Dadurch bekräftigte er seinen Ruf als Enfant terrible.

### Bruno Senna
Durch seinen legendären Onkel Ayrton Senna waren die Erwartungen an Bruno Senna groß. Senna war zuvor für Renault und Hispania Racing gefahren. Trotz relativ konstanter Leistungen im Vergleich zu Maldonado blieben Höhepunkte aus und Senna konnte sich nicht in der Formel-1 etablieren.

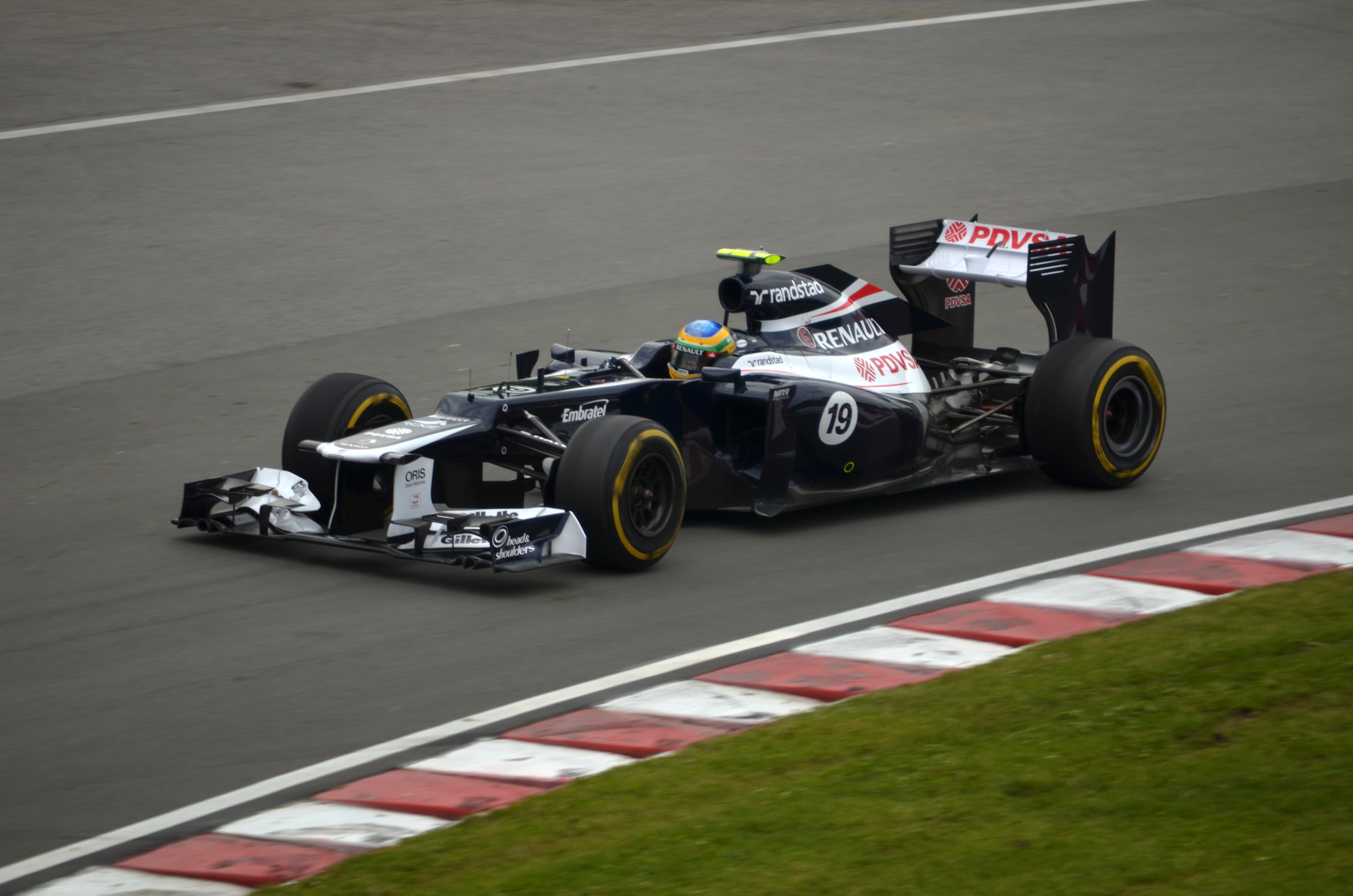
Brunno Senna beim Kanada Grand Prix 2012

## Ergebnisse
Williams konnte sich mit dem neuen Auto deutlich verbessern. In der Konstrukteurswertung der Formel Eins belegte man 2012 Rang 8, vor den Rennställen Hispania Racing, Marussia, Caterham, sowie Torro Rosso. Dies war nach Rang 9 im Vorjahr durchaus als Erfolg anzusehen. Das Team sammelte 2012 76 Punkte und damit deutlich mehr als im Vorjahr. Maßgeblich daran beteiligt war Pastor Maldonado, der dem Williams Team in Spanien den ersten GP-Sieg nach 2004 einbrachte.
| Fahrer               | Nr.                  | 1   | 2   | 3 | 4   | 5   | 6   | 7  | 8  | 9  | 10 | 11 | 12  | 13 | 14  | 15 | 16 | 17 | 18 | 19 | 20  | Punkte | Rang |
| -------------------- | -------------------- | --- | --- | - | --- | --- | --- | -- | -- | -- | -- | -- | --- | -- | --- | -- | -- | -- | -- | -- | --- | ------ | ---- |
| Formel-1-Saison 2012 | Formel-1-Saison 2012 |     |     |   |     |     |     |    |    |    |    |    |     |    |     |    |    |    |    |    |     | 76     | 8.   |
| P. Maldonado         | 18                   | 13* | 19* | 8 | DNF | 1   | DNF | 13 | 12 | 16 | 15 | 13 | DNF | 11 | DNF | 8  | 14 | 16 | 5  | 9  | DNF | 76     | 8.   |
| B. Senna             | 19                   | 16* | 6   | 7 | 22* | DNF | 10  | 17 | 10 | 9  | 17 | 7  | 12  | 10 | 18* | 14 | 15 | 10 | 8  | 10 | DNF | 76     | 8.   |
| V. Bottas            | 19                   |     | PO  |   |     |     |     |    |    |    |    |    |     |    |     |    |    |    |    |    |     |        |      |

| Legende  | Legende            | Legende                                                          |
| Farbe    | Abkürzung          | Bedeutung                                                        |
| -------- | ------------------ | ---------------------------------------------------------------- |
| Gold     | –                  | Sieg                                                             |
| Silber   | –                  | 2. Platz                                                         |
| Bronze   | –                  | 3. Platz                                                         |
| Grün     | –                  | Platzierung in den Punkten                                       |
| Blau     | –                  | Klassifiziert außerhalb der Punkteränge                          |
| Violett  | DNF                | Rennen nicht beendet (did not finish)                            |
| Violett  | NC                 | nicht klassifiziert (not classified)                             |
| Rot      | DNQ                | nicht qualifiziert (did not qualify)                             |
| Rot      | DNPQ               | in Vorqualifikation gescheitert (did not pre-qualify)            |
| Schwarz  | DSQ                | disqualifiziert (disqualified)                                   |
| Weiß     | DNS                | nicht am Start (did not start)                                   |
| Weiß     | WD                 | zurückgezogen (withdrawn)                                        |
| Hellblau | PO                 | nur am Training teilgenommen (practiced only)                    |
| Hellblau | TD                 | Freitags-Testfahrer (test driver)                                |
| ohne     | DNP                | nicht am Training teilgenommen (did not practice)                |
| ohne     | INJ                | verletzt oder krank (injured)                                    |
| ohne     | EX                 | ausgeschlossen (excluded)                                        |
| ohne     | DNA                | nicht erschienen (did not arrive)                                |
| ohne     | C                  | Rennen abgesagt (cancelled)                                      |
| ohne     | keine WM-Teilnahme |                                                                  |
| sonstige | P/fett             | Pole-Position                                                    |
| sonstige | 1/2/3/4/5/6/7/8    | Punktplatzierung im Sprint-/Qualifikationsrennen                 |
| sonstige | SR/kursiv          | Schnellste Rennrunde                                             |
| sonstige | *                  | nicht im Ziel, aufgrund der zurückgelegten Distanz aber gewertet |
| sonstige | ()                 | Streichresultate                                                 |
| sonstige | unterstrichen      | Führender in der Gesamtwertung                                   |